# Nosa Señora das Areas
La Virgen de las Arenas (o Nosa Señora das Areas) es una imagen cristiana católica venerada en la iglesia de Nuestra Señora de las Arenas, en el pueblo de Finisterre, en el municipio del mismo nombre en la provincia de La Coruña (Galicia). Es la patrona de dicha localidad.

## Características
La talla muestra las características típicas de la escultura religiosa románica. Expresión rígida e inexpresiva, policromada, atributos de realeza (corona, medallón) y vestimentas caídas y con arrugas esculpidas con bastante realismo. Representa a la virgen en actitud majestuosa, con el niño Jesús en el brazo izquierdo.

## Historia
La leyenda dice que cuando los vikingos asaltaron el pueblo en el siglo XII, quemaron y ultrajaron todas las imágenes religiosas del templo. Sin embargo, al intentar decapitar la Virgen de las Arenas, no fueron capaces, por lo que lo interpretaron como una advertencia divina y huyeron despavoridos abandonando el pueblo. Desde entonces se considera la patrona protectora de la villa Aun hoy conserva en el cuello las marcas del daño.[cita requerida]
A mediados del siglo XX, la parroquia compró una nueva imagen representando a la patrona. Es esta la que se saca en procesión, para evitar dañar la antiquísima imagen original.

## Festividad
Se celebra el día 8 de septiembre con una procesión por las calles del pueblo y una ofrenda floral en la iglesia parroquial. Hasta hace unos años, la misa y la ofrenda se celebraban en la plaza del pueblo, pero las reticencias que ponía el párroco D. Agustín Fariña, hicieron que se trasladara el acto al interior de la iglesia.
- Datos: Q6045393